# Sea Cat
Sea Cat – brytyjski morski przeciwlotniczy pocisk rakietowy (klasy woda-powietrze), krótkiego zasięgu, z możliwością wykorzystania go do zwalczania celów nawodnych w zasięgu widzialności. Istniała również wersja lądowa zestawu nazwana Tigercat.
Zestaw Sea Cat był pierwszym wprowadzonym do służby morskim zestawem przeciwlotniczym krótkiego zasięgu – obrony bezpośredniej okrętów.

## Historia

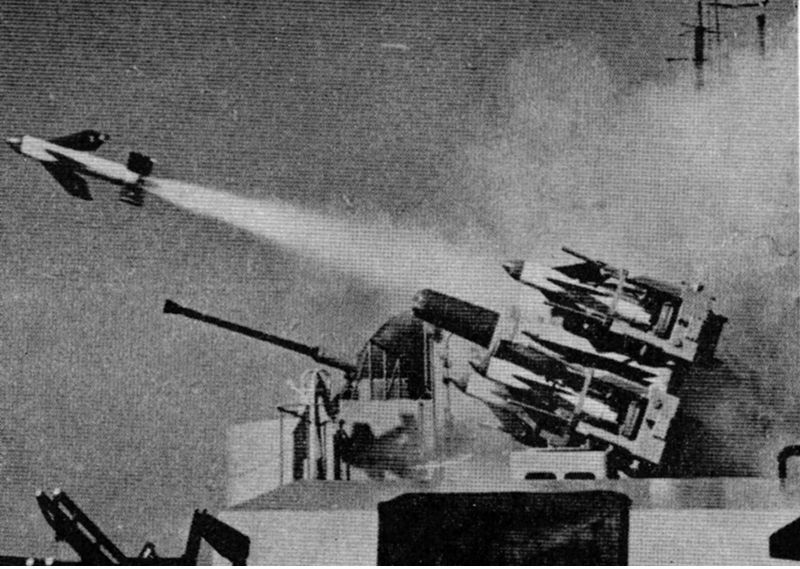
Odpalenie pocisku

System powstał w celu zastąpienia na okrętach działek przeciwlotniczych kalibru 40 mm Boforsa, przy minimalnych zmianach w konstrukcji okrętów. Został zaprojektowany pod koniec lat 50. przez firmę Short Brothers z Belfastu na bazie australijskiego kierowanego pocisku przeciwpancernego Malkara. Pierwszym rozwinięciem Malkary był prototypowy pocisk Green Light. Pierwsze odpalenia kierowane miały miejsce w 1960 roku, a próby na niszczycielu HMS „Decoy” typu Daring prowadzono w 1961 roku. Sea Cat w pierwszej wersji GWS-20 (Guided Weapon System Mk 20) został przyjęty na uzbrojenie Royal Navy w 1962 roku.
Główną częścią systemu jest poddźwiękowy pocisk rakietowy, niewielkich rozmiarów, napędzany dwustopniowym silnikiem rakietowym na paliwo stałe. Pocisk posiada cztery skośne skrzydła w układzie krzyżowym i cztery prostokątne stateczniki na końcu. Kierowany jest zdalnie komendami radiowymi przez operatora. Głowica posiada zapalnik kontaktowy i zbliżeniowy, składała się z połączonych prętów. Pocisk wystrzeliwany jest z czteroprowadnicowej obrotowej wyrzutni przeładowywanej ręcznie. Pomiędzy parami prowadnic znajduje się antena kierowania, w wydłużonej osłonie (prowadnice i antena umieszczone są na wspólnym łożu, ruchomym w zakresie podniesienia). Dzięki małej ilości miejsca zajmowanej przez system i prostocie instalacji, był on montowany na wielu okrętach podczas modernizacji. System Sea Cat używany był z kilkoma wariantami systemu kierowania ogniem; oprócz wersji dla marynarki brytyjskiej, opisanych poniżej, istniały inne warianty eksportowe. Na eksport stosowano także lżejsze wyrzutnie trzyprowadnicowe.

## Wersje brytyjskie

### GWS-20
Pierwsza wersja systemu, z wykrywaniem celów i naprowadzaniem wizualnym. Wyposażona była w prosty celownik tachometryczny STD (Simple Tachymetric Director). Pocisk kierowany był przez operatora posługującego się joystickiem, który obserwował przez lornetkę celownika cel i pocisk, wyposażony w flary na skrzydłach w celu lepszej jego widoczności.
Próby GWS-20 prowadzono na niszczycielu typu Daring. System następnie montowano m.in. na okrętach desantowych typu Fearless, fregatach typu Tribal (Type 81), niszczycielach rakietowych typu County, modernizowanych fregatach typu Whitby (Type 12) i Rothesay. Początkowo zamierzano uzbroić w nie modernizowane niszczyciele typu C, ostatecznie otrzymały je w 1966 tylko HMS "Cavalier" i "Caprice".

### GWS-21

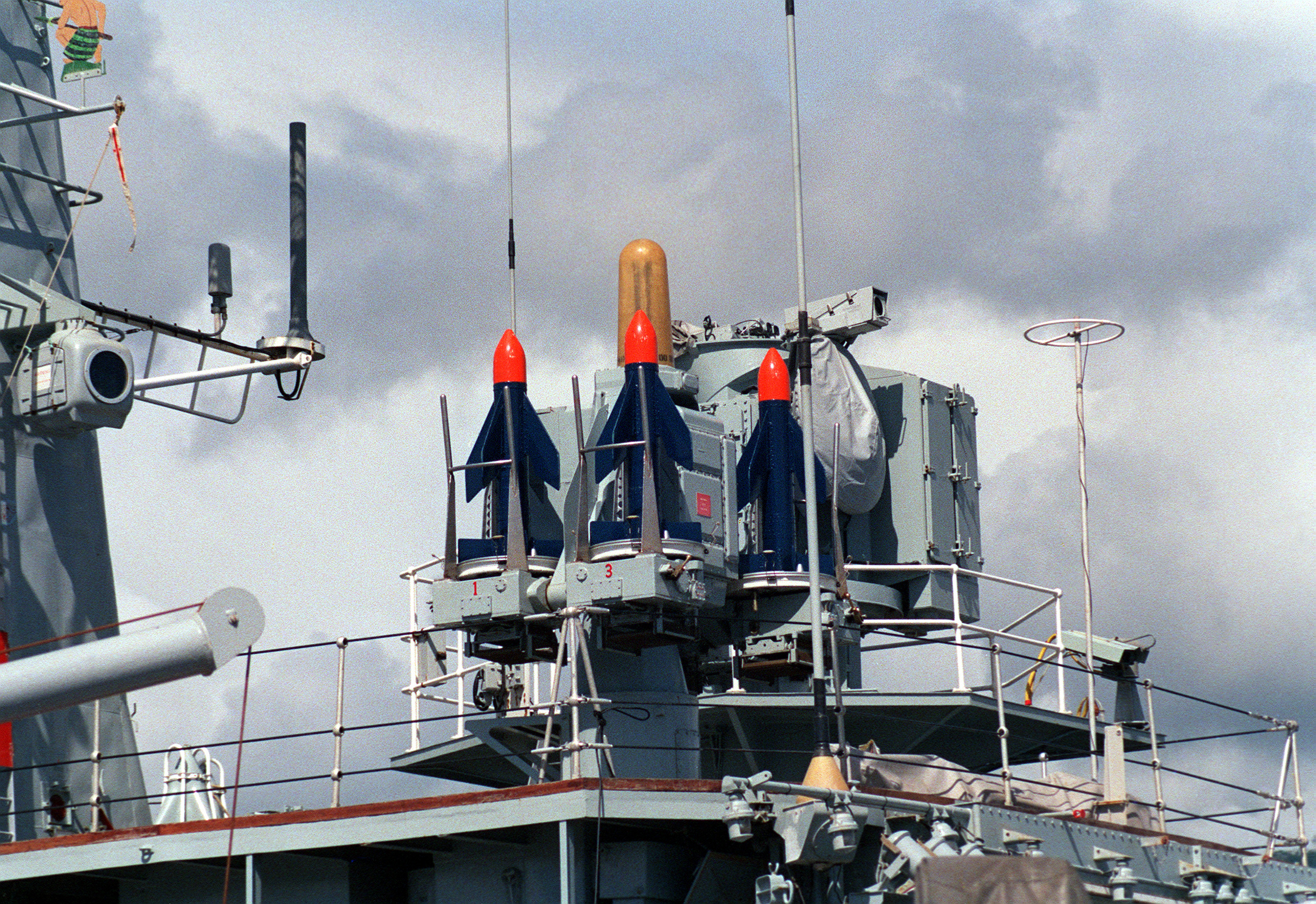
Wyrzutnia Sea Cat i system naprowadzania GWS-21 na pokładzie fregaty HMNZS "Wellington" typu Leander.

System GWS-21 wyposażony był w aparaturę naprowadzania CRBF (Close Range Blind Fire) z radarem Type 262 do automatycznego śledzenia celu. Dawał on możliwość ręcznego naprowadzania pocisku wspomaganego wskazaniami radaru, naprowadzania wizualnego lub przy użyciu kamery telewizyjnej.
W system GWS-21 wyposażone były fregaty typu Leander i Tribal oraz zmodernizowane krążowniki śmigłowcowe typu Tiger: HMS "Tiger" i "Blake".

### GWS-22
System GWS-22 wyposażony był w pełny system kierowania ogniem MRS-3 (Medium Range System) z radarem Type 904, bazujący na amerykańskim systemie Mk.56. Umożliwiał on automatyczne naprowadzanie pocisku (ACLOS - Automatic, Command Line-Of-Sight). Poza tym, mógł operować w trybie ręcznego naprowadzania wspieranego radarem lub kamerą TV, ewentualnie wizualnego.
Instalowano go od 1972 w zamian za dotychczasowe systemy na większości fregat typów Leander i Rothesay i niszczycieli typu County w ramach modernizacji w latach 70., a także na lotniskowcu HMS „Hermes”.

### GWS-24
Ostatnia brytyjska wersja systemu, używała systemu kierowania ogniem WSA-4 z radarem Type 912.
System ten przenosiły tylko fregaty Typu 21 (Amazon).

### Tigercat

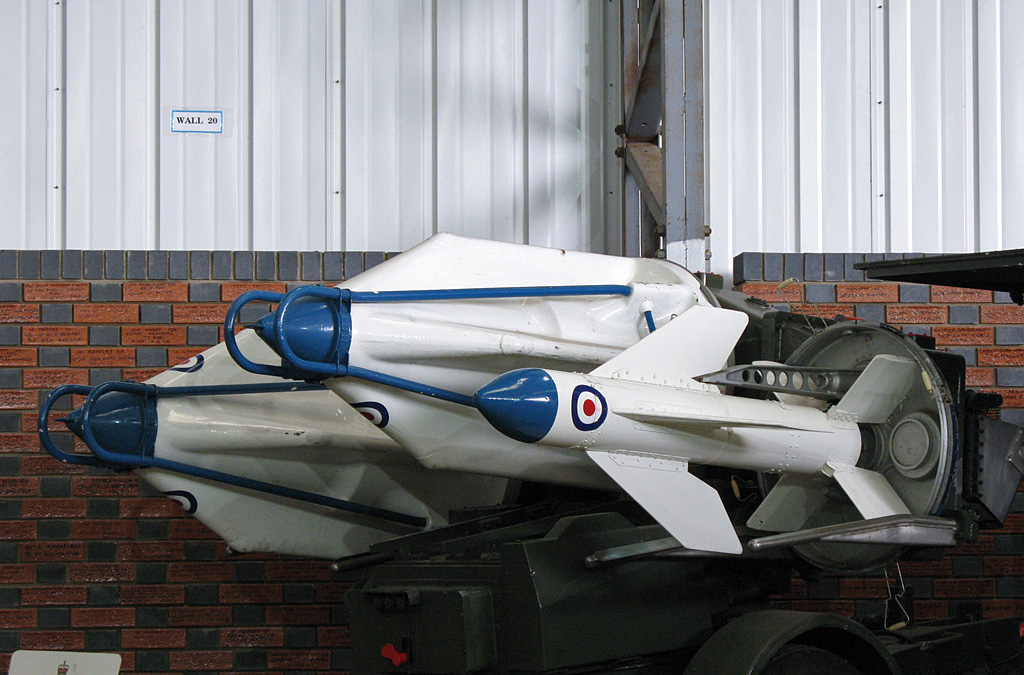
Wyrzutnia pocisków Tigercat

Tigercat był lądową adaptacją systemu Sea Cat, zbudowaną w oparciu o trzypociskową wyrzutnię na przyczepie, holowaną przez samochód Land Rover. Druga przyczepa przewoziła urządzenia kierowania.
Tigercat używany był w Wielkiej Brytanii jedynie przez 48. Dywizjon osłony lotnisk RAF w latach 1967–1978. Ponadto, system był eksportowany do Argentyny, Indii, Iranu, Jordanii i Kataru.

## Służba

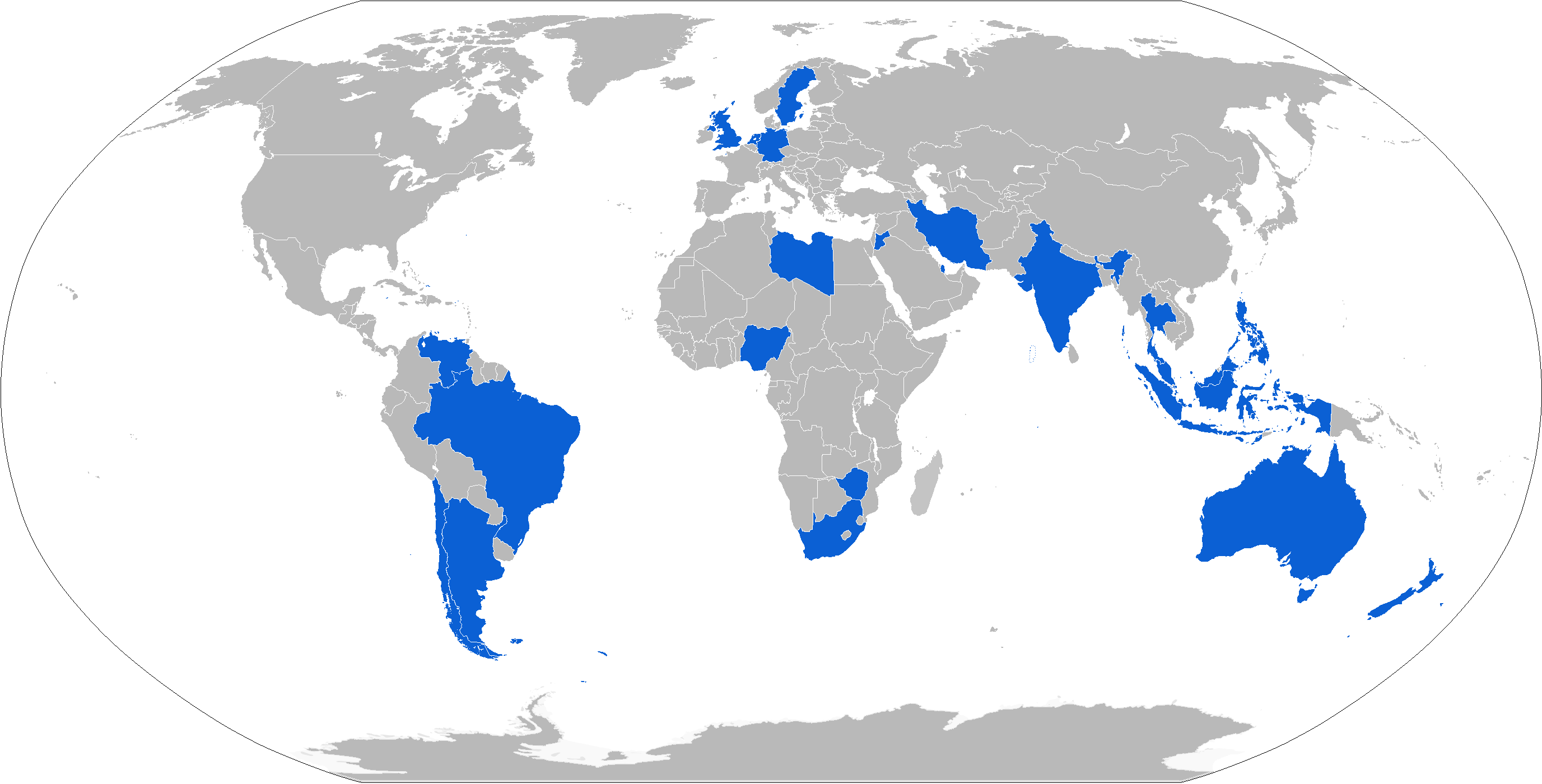
Użytkownicy

System Sea Cat był montowany na wymienionych typach okrętów brytyjskich, a ponadto eksportowany do kilkunastu krajów. Szybko jednak stał się przestarzały z powodu rosnących prędkości samolotów i wprowadzenia ponaddźwiękowych pocisków przeciwokrętowych, latających na małej wysokości. Modernizacje systemu kierowania ogniem jedynie częściowo poprawiły sytuację.
Pomimo przestarzałości, Sea Cat był nadal szeroko używany na okrętach brytyjskich podczas wojny o Falklandy/Malwiny w 1982, będąc jedynym uzbrojeniem przeciwlotniczym części użytych okrętów. Podczas tej wojny został po raz pierwszy zastosowany bojowo. Będąc prostszy, cechował się jednak większą sprawnością operacyjną od nowszych systemów Sea Dart i Sea Wolf oraz zdolny był do większej gęstości ognia. Używany był głównie system w wersjach GWS-22 i GWS-24 (na fregatach typu 21), a także starszej GWS-20 na okrętach desantowych typu Fearless. Na ok. 80 wystrzeleń prawdopodobnie zestrzelono za jego pomocą jeden samolot argentyński IAI Dagger (21 maja 1982, z fregaty „Argonaut” lub „Plymouth”). Wystrzeliwane pociski jednak zmniejszały efektywność lotnictwa. Wkrótce po wojnie Sea Cat został wycofany ze służby brytyjskiej i zastąpiony przez zestawy artyleryjskie obrony bezpośredniej Phalanx i Goalkeeper.
Oprócz okrętów brytyjskich, Sea Cat był montowany m.in. na szwedzkich niszczycielach typu Östergötland w miejsce działek 40 mm, australijskich niszczycielach eskortowych typu River (GWS-21) i argentyńskim krążowniku "General Belgrano". Ogółem używało go 17 państw: Wielka Brytania, Argentyna, Australia, Brazylia, Chile, Holandia, Indie, Indonezja, Iran, Libia, Malezja, Nowa Zelandia, Nigeria, RFN, Szwecja, Tajlandia, Wenezuela.

## Dane taktyczno-techniczne
- Zasięg: od 0,5 do 5,3 km (inne dane: do 5,5 km[1])
- Pułap: od 30 do 915 m (100 do 3000 stóp)[1]
- Prędkość: 0,8 Ma
- Długość: 1,48 m[1]
- Rozpiętość: 0,65 m[1]
- Średnica kadłuba: 0,22 m (inne dane: 0,19 m[1])
- Masa: 68 kg[1]
- Masa głowicy bojowej: 18 kg (inne dane: 10 kg[1])